# 이병진 (1983년)
이병진(李炳陳, 1983년 ~ )은 대한민국의 정치인이다. 5기 정의당 경기도당 수원시위원회 위원장이다. 2014 지방선거 수원시의원 후보, 2018 지방선거 수원시의원 후보, 21대 국회의원 선거 수원시 무 지역구에 국회의원 후보로 출마했었다.

## 생애
수원 영화초등학교 입학후 조원초등학교 졸업, 수원북중 졸업, 동원고 졸업, 서울예대에서  실내디자인학과 중퇴, 숭실대 법학과 졸업. 육군 8사단 오뚜기 부대 병장 만기 전역. 2010년
국민참여당 발기인으로 정치입문. 2014년 정의당 입당 후 본격적인 정치활동 시작.

## 경력
- 전) 국민참여당 1기 중앙위원
- 전) 국민참여당 1기 중앙청년위원회 사무국장
- 전) 2010 국민참여당 경기도당 정책위원
- 전) 2010~2011 故노무현 대통령 수원시민 추모제 사회자
- 전) 2010 지방선거 경기도지사 유시민 후보 정책위원
- 전) 2014 지방선거 수원시의원 후보
- 전) 정의당 2기 수원시위원회 사무국장
- 전) 2014 보궐선거 천호선 후보 조직팀장
- 전) 정의당 2기 천호선 대표비서실 비서
- 전) 정의당 3기 수원시위원회 청년위원장
- 전) 정의당 3기 경기도당 조직국장
- 전) 정의당 3기 경기도당 청년위원회 준비위원장
- 전) 2016 총선 박원석 후보 유세단장
- 전) 2016 정의당노동조합 초대위원장
- 전) 2016~2017 정의당 박근혜 퇴진행동 상황실장
- 전) 2017 대통령선거 심상정 후보 수원시선대위원장
- 전) 정의당 4기 이정미 대표비서실 부실장
- 전) 2018 지방선거 수원시의원 후보
- 전) 2017~2018 수원시 좋은시정위원회 일자리위원
- 전) 2017~2018 수원시 동물보호명예감시관
- 전) 20대 국회 여영국 의원실 정무비서
- 전) 2020 21대 총선 국회의원 후보
- 전) 수원시 학자금대출이자지원심의위원회 위원
- 현) 휴먼비전 전략기획실장
- 현) 아퓨어스 동물실험윤리위원
- 전) 수원시 자치분권협의회 복지분권위원장
- 전) 정의당 5기 수원시위원장
- 전) 새로운선택 전략기획위원장
- 전) 세 번째 권력 운영위원
- 현) 개혁신당

## 역대 선거 결과
|  | 5.17% |

|  | 13.39% |

|  | 5.82% |

|  | 7.04% |